# San Juan del Olmo
San Juan del Olmo (alter Name Grajos) ist ein Ort und eine zentralspanische Berggemeinde (municipio) mit nur noch 81 Einwohnern (Stand: 2024) in der Provinz Ávila in der Autonomen Region Kastilien-León.

## Lage und Klima
Der ca. 1280 m hoch gelegene Bergort San Juan del Olmo liegt in der Sierra de Ávila nahe der Quelle des Río Almar ca. 40 km (Fahrtstrecke) westlich der Provinzhauptstadt Ávila. Das Klima im Winter ist kühl, im Sommer dagegen gemäßigt bis warm; die geringen Niederschlagsmengen (ca. 400 mm/Jahr) fallen – mit Ausnahme der nahezu regenlosen Sommermonate – verteilt übers ganze Jahr.

## Bevölkerungsentwicklung
| Jahr      | 1857 | 1900 | 1950 | 2000 | 2019 |
| Einwohner | 530  | 533  | 568  | 174  | 97   |

Aufgrund der Mechanisierung der Landwirtschaft, der Aufgabe bäuerlicher Kleinbetriebe und dem damit einhergehenden Verlust an Arbeitsplätzen ist die Bevölkerung der Gemeinde seit den 1950er Jahren konstant rückläufig.

## Wirtschaft
Das wirtschaftliche Leben der Gemeinde ist in hohem Maße agrarisch orientiert – früher wurde Getreide zur Selbstversorgung ausgesät; Gemüse stammte aus den Hausgärten und auch Viehzucht wurde betrieben. Seit den letzten Jahrzehnten des 20. Jahrhunderts spielt der ländliche Tourismus (turismo rural) eine immer bedeutsamer werdende Rolle im Wirtschaftsleben der Gemeinde.

## Geschichte
Obwohl der Ort zum ehemaligen Siedlungsgebiet der Vettonen gehörte, wurden bislang weder keltische, römische, westgotische noch maurische Funde entdeckt. Man muss daher annehmen, dass das hochgelegene Gebiet jahrhundertelang nur als Sommerweide diente und erst nach der Rückeroberung (reconquista) Ávilas im 11. Jahrhundert allmählich besiedelt wurde.

## Sehenswürdigkeiten

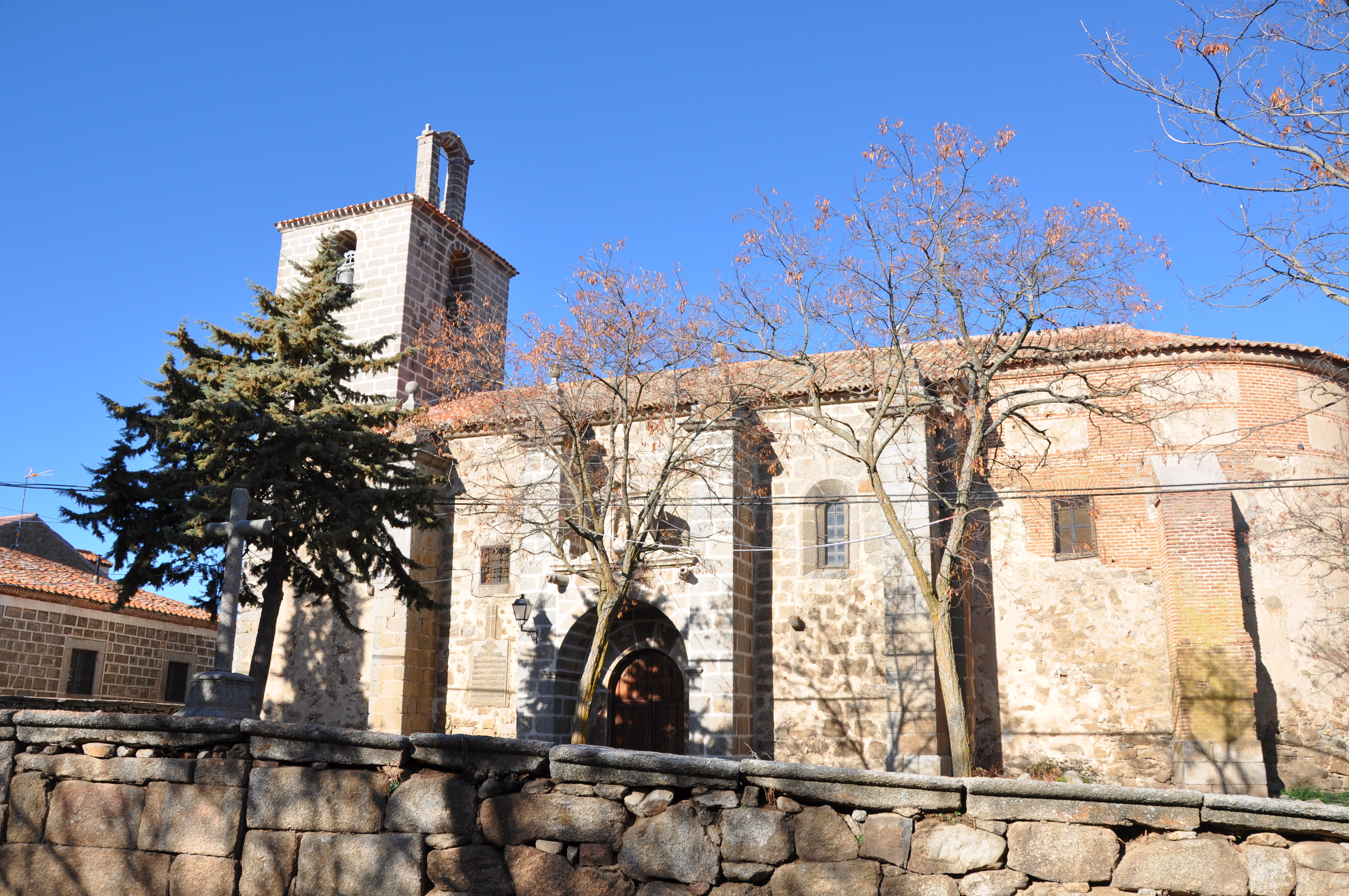
San Juan del Olmo – Iglesia de San Juan Bautista

- Die im 16. Jahrhundert erbaute Iglesia de San Juan Bautista ist Johannes dem Täufer geweiht; der aus exakt behauenen Steinen gefügte Glockenturm (campanario) scheint kurz nach der Fertigstellung der weitgehend aus Bruchsteinen bestehenden Kirche angebaut worden zu sein. Älteste Teile des Bauwerks sind Chorjoch und Apsis, die außen wie innen im Mudéjar-Stil aus Ziegelsteinen erbaut sind. Das Portal befindet sich auf der Südseite der Kirche.[4]

Umgebung
- Die etwa 2,5 km südlich des Ortes gelegene Nekropole von La Coba beinhaltet zahlreiche Steinkistengräber aus dem Mittelalter.
- Das weitere ca. 2 km südlich befindliche Santuario de Nuestra Señora de Las Fuentes ist eine bedeutende Marienwallfahrtsstätte der Region. Der einschiffige, im 17. Jahrhundert entstandene Bau ist reich mit vergoldeten Schnitzaltären ausgestattet. Auf dem ummauerten Gelände befinden sich zwei – nahezu identisch aussehende – Quellfassungen des Río Almar aus dem 17. Jahrhundert.[5]